# Amphoe Kham Muang
Amphoe Kham Muang (Thai: อำเภอ คำม่วง) ist ein Landkreis (Amphoe – Verwaltungs-Distrikt) im Norden der Provinz Kalasin. Die Provinz Kalasin liegt in der Nordostregion von Thailand, dem so genannten Isan.

## Geographie
Die Nachbarbezirke sind im Uhrzeigersinn von Südosten startend: die Amphoe Somdet, Sahatsakhan und Sam Chai in der Provinz Kalasin, Amphoe Wang Sam Mo der Provinz Udon Thani, sowie die Amphoe Kut Bak und Phu Phan der Provinz Sakon Nakhon.

## Geschichte
Kham Muang wurde am 1. Oktober 1972 zunächst als „Zweigkreis“ (King Amphoe) eingerichtet, indem die drei Tambon Thung Khlong, Phon und Sam Ron vom Amphoe Sahatsakhan abgetrennt wurden. 
Am 8. September 1976 wurde Kham Muang zum Amphoe heraufgestuft.

## Verwaltung

### Provinzverwaltung
Der Landkreis Kham Muang ist in sechs Tambon („Unterbezirke“ oder „Gemeinden“) eingeteilt, die sich weiter in 65 Muban („Dörfer“) unterteilen.
| Nr. | Name         | Thai   | Muban | Einw.  |
| --- | ------------ | ------ | ----- | ------ |
| 1.  | Thung Khlong | ทุ่งคลอง | 13    | 09.032 |
| 2.  | Phon         | โพน    | 10    | 06.717 |
| 5.  | Din Chi      | ดินจี่    | 05    | 06.996 |
| 6.  | Na Bon       | นาบอน  | 11    | 06.624 |
| 7.  | Na Than      | นาทัน   | 16    | 13.945 |
| 9.  | Noen Yang    | เนินยาง | 10    | 05.258 |

Hinweis: Die fehlenden Geocodes gehören zu den Tambon, aus denen heute Amphoe Sam Chai besteht.

### Lokalverwaltung
Es gibt drei Kommunen mit „Kleinstadt“-Status (Thesaban Tambon) im Landkreis:
- Kham Muang (Thai: เทศบาลตำบลคำม่วง) besteht aus Teilen des Tambon Thung Khlong.
- Phon (Thai: เทศบาลตำบลโพน) besteht aus Teilen des Tambon Phon.
- Na Than (Thai: เทศบาลตำบลนาทัน) besteht aus dem gesamten Tambon Na Than.

Außerdem gibt es fünf „Tambon-Verwaltungsorganisationen“ (องค์การบริหารส่วนตำบล – Tambon Administrative Organizations, TAO):
- Thung Khlong (Thai: องค์การบริหารส่วนตำบลทุ่งคลอง)
- Phon (Thai: องค์การบริหารส่วนตำบลโพน)
- Din Chi (Thai: องค์การบริหารส่วนตำบลดินจี่)
- Na Bon (Thai: องค์การบริหารส่วนตำบลนาบอน)
- Noen Yang (Thai: องค์การบริหารส่วนตำบลเนินยาง)